# Jacob Une Larsson
Jacob Hugo Une Larsson (* 8. April 1994 in Stockholm) ist ein schwedischer Fußballspieler.

## Karriere

### Verein
Une Larsson begann als Kind bei der IF Brommapojkarna mit dem Fußballspielen. Dort durchlief er sämtliche Jugendabteilungen, bis er 2011 in die erste Mannschaft der Männer aufrückte. Sein erstes Spiel im Seniorenbereich bestritt er am 22. Oktober 2011 in der Superettan beim 3:1-Heimsieg gegen Ljungskile SK.
Zur Spielzeit 2016 unterschrieb er einen Dreijahresvertrag bei Djurgårdens IF, den er zweimal, zuletzt am 9. April 2021 bis zum Ende der Spielzeit 2024 verlängerte. Mit Djurgårdens gewann er 2018 den schwedischen Pokal und in der Spielzeit 2019 die schwedische Meisterschaft.
Im Januar 2022 wurde Une Larsson bis zum Sommer 2023 an den griechischen Klub Panetolikos ausgeliehen.

### Nationalmannschaft
Une Larsson bestritt drei Spiele für die schwedische U19-Nationalmannschaft.
Er nahm am Fußballturnier der Olympischen Spiele 2016 in Rio de Janeiro teil, wo er in den Partien der Gruppenphase gegen Nigeria und Japan, die jeweils mit 0:1 verloren wurden, zum Einsatz kam. Schweden schied als Letzter der Gruppe B nach der Vorrunde aus dem Turnier aus.
Anlässlich der U-21-Fußball-Europameisterschaft 2017 wurde Une Larsson von Trainer Håkan Ericson in den schwedischen Kader berufen. Er bestritt alle drei Spiele der Vorrunde, die Schweden als Gruppendritter beendete. Im Spiel gegen Polen erzielte er den zwischenzeitlichen Führungstreffer der Schweden zum 2:1-Halbzeitstand.
Bereits am 12. Januar 2017 hatte er beim 6:0 im Freundschaftsspiel gegen die Slowakei sein erstes Länderspiel für die A-Nationalmannschaft absolviert. Sein letztes von bislang drei Länderspielen bestritt er am 12. Januar 2020 exakt drei Jahre nach seinem Debüt beim 1:0 im Freundschaftsspiel gegen den Kosovo.

## Erfolge
- Schwedischer Meister: 2019
- Schwedischer Pokalsieger: 2018